# Petr Kotora
Petr Kotora (* 25. října 1970) je bývalý český fotbalista. Po skončení aktivní kariéry působí jako trenér.

## Fotbalová kariéra
V české lize hrál za FK Švarc Benešov. Nastoupil ve 3 ligových utkáních. Ve druhé lize nastoupil za Benešov v sezóně 1995/96 ve 12 utkáních a dal 1 gól.

## Ligová bilance
| Ročník                          | Zápasy | Góly | Klub             |
| ------------------------------- | ------ | ---- | ---------------- |
| 1. česká fotbalová liga 1994/95 | 3      | 0    | FK Švarc Benešov |
| CELKEM                          | 3      | 0    |                  |